# Rhizoecus inconspicuus
Rhizoecus inconspicuus är en insektsart som beskrevs av Danzig 1971. Rhizoecus inconspicuus ingår i släktet Rhizoecus och familjen ullsköldlöss. Inga underarter finns listade i Catalogue of Life.